# Chanson traditionnelle en occitan

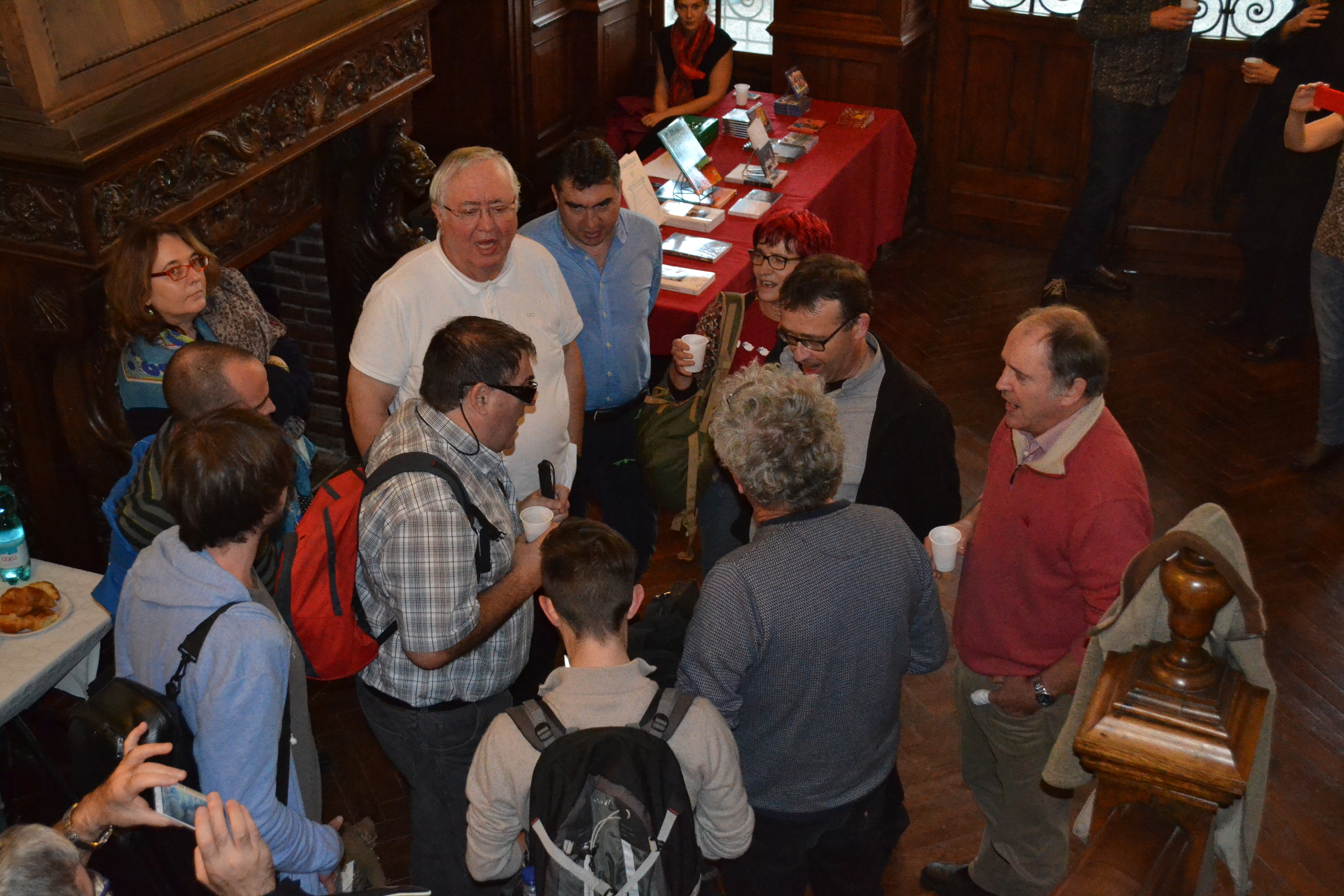
Cantèra en Béarn.

Les chansons traditionnelles en occitan sont surtout chantées dans les régions où est parlé l'occitan, principalement le sud de la France.

## Les plus célèbres
Il faut noter que les titres peuvent différer d'une région à l'autre, s'adaptant aux réalités de chaque région occitane. Le Se canta languedocien se dénomme ainsi Aqueras montanhas en Béarn et en Bigorre e A la fònt de Nimes en Provence. De même, les paroles des chansons peuvent différer dans le temps et l'espace. C'est le cas d'Adiu Paure Carnaval, chant carnavalesque qui était généralement adapté au contexte socio-culturel local et à l'actualité de l'année où il était chanté. Le groupe de polyphonie marseillaise Gacha Empega interprète ainsi une version dédiée ironiquement, car à charge, à Napoléon III et datant du Second Empire.
Parmi ces chansons, il faut également distinguer les chansons traditionnelles stricto-sensu qui ne disposent pas d'auteur identifié et peuvent donc différer dans le temps et l'espace, des chansons plus récentes (Nissa la Bella, La Coupo Santo, De Cap tà l'immortèla) composée par des auteurs plus récents et dont les paroles sont fixées.
- Adiu paure Carnaval (Adieu pauvre Carnaval), localisée dans toute l'Occitanie
- Lei Bofets (Les Souffleurs), Provence,  Languedoc  (Littoral)
- Coupo santo (Coupe sainte de Frédéric Mistral), Provence
- De cap tà l'immortèla (Vers l'immortelle, chanson du groupe Nadau), Gascogne
- Diga Janeta (Dis, Janette), localisé dans toute l'Occitanie
- Joan Petit, également connue en Catalogne et passée en français. Localisée dans toute l'Occitanie
- La Tolosenca (La Toulousaine, hymne de Toulouse), Languedoc
- Lo Boièr (Le Bouvier), localisé dans toute l'Occitanie
- Nissa la bella (Nice la belle, hymne de Nice), composée par Menica Rondelly, Comté de Nice
- Se canta (S'il chante), localisé dans toute l'Occitanie
- Les galetas (Les greniers), localisée dans toute l'Occitanie

## Les groupes et chanteurs

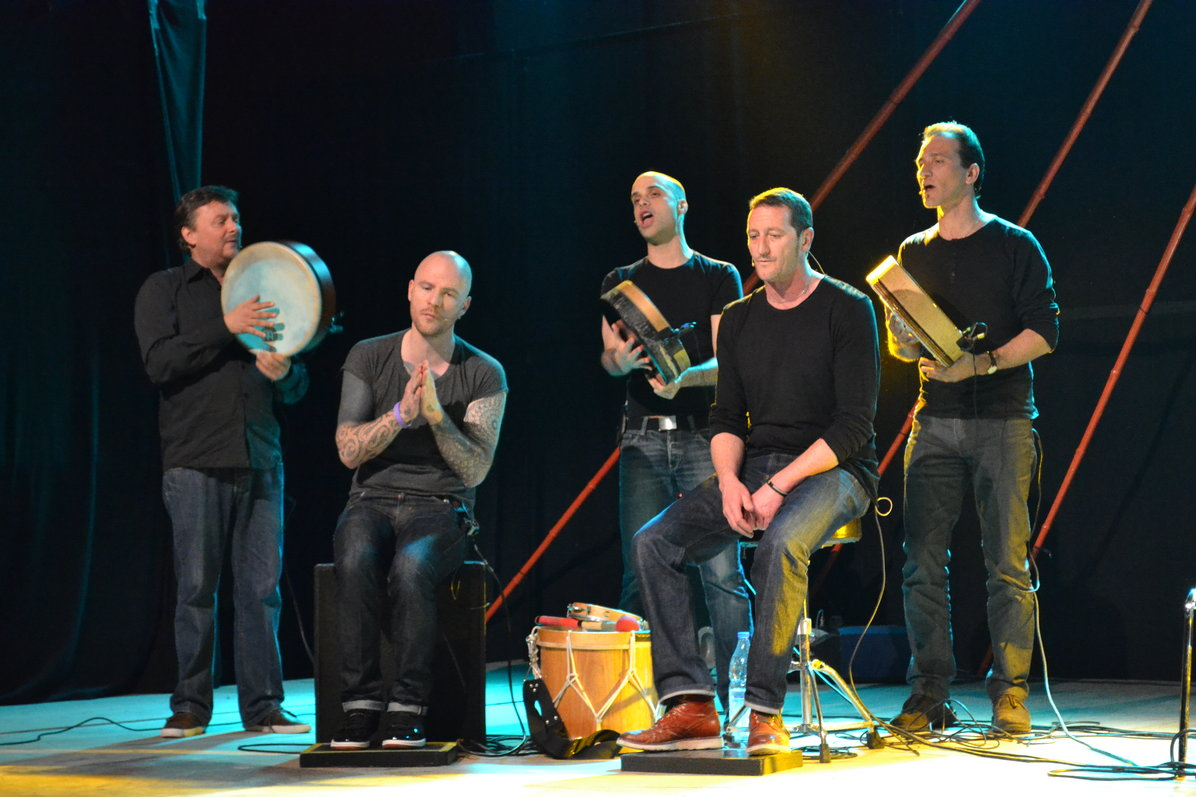
Lo Còr de la Plana.

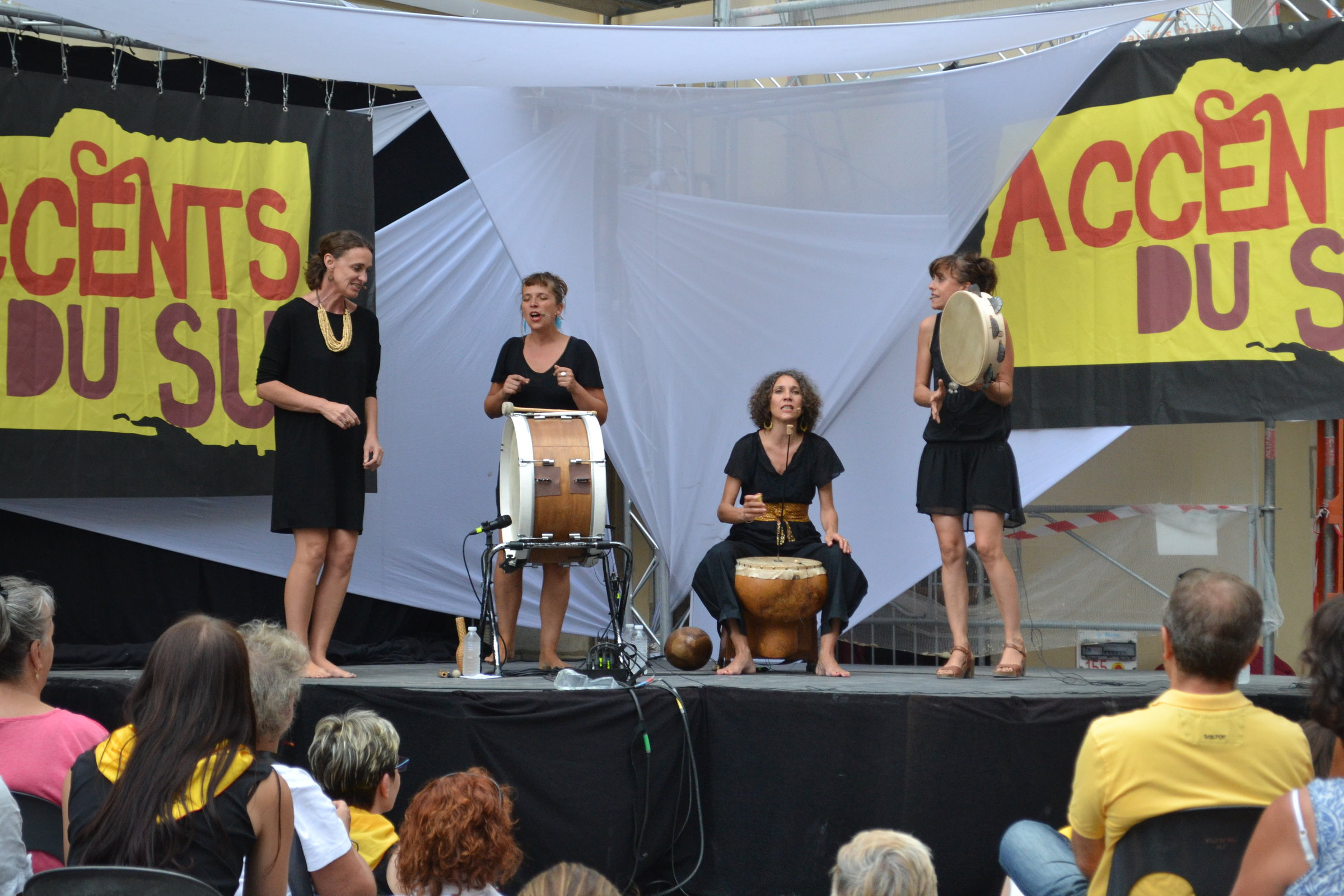
La Mal Coiffée.

Paradoxalement, l'importance relative du nombre d'interprètes ne reflète pas la diversité du corpus original de chansons occitanes. Certaines chansons ayant pris le pas sur d'autres en popularité et se trouvant interprétées par de nombreux groupes, sans variation autre que l'accompagnement musical, les interprètes ne maîtrisant pas forcément la pratique orale et écrite de la langue, entraînant une certaine fossilisation du répertoire et son appauvrissement.
- Corou de Berra
- Dague
- Éric Fraj
- Gai Saber
- Guillaume Lopez et ses différentes formations
- Jacmelina
- Joan Francés Tisnèr
- La Talvera
- La Mal Coiffée
- Le Gesppe
- Lo Còr de la Plana
- Lou Dalfin
- Lou Seriol
- Marilis Orionaa
- Nadau
- Patric
- Rosina de Pèira
- Vox Bigerri